# Proceratium compitale
Proceratium compitale är en myrart som beskrevs av Ward 1988. Proceratium compitale ingår i släktet Proceratium och familjen myror. Inga underarter finns listade i Catalogue of Life.

## Bildgalleri

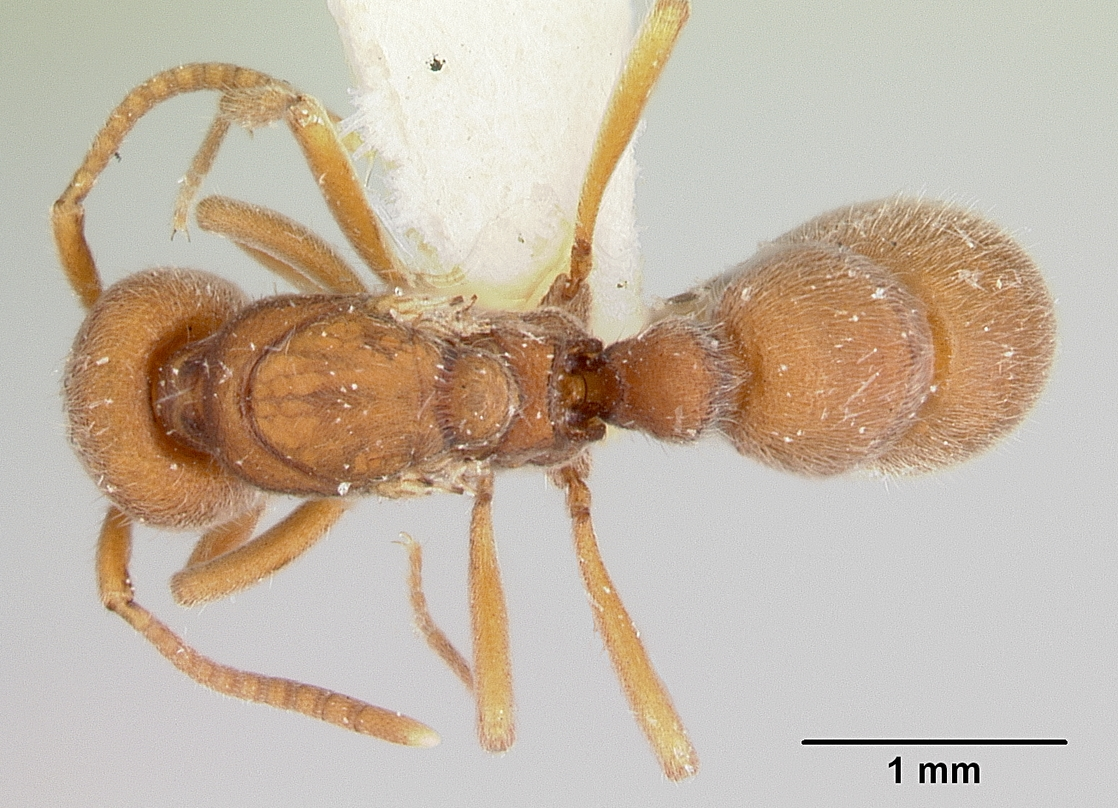
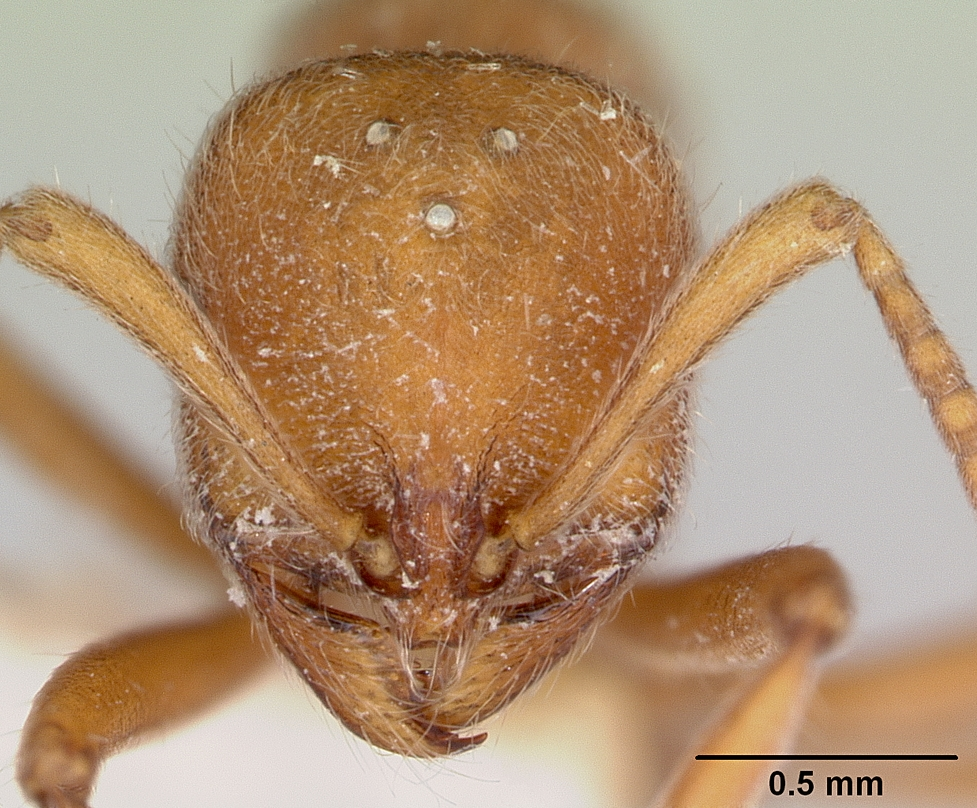
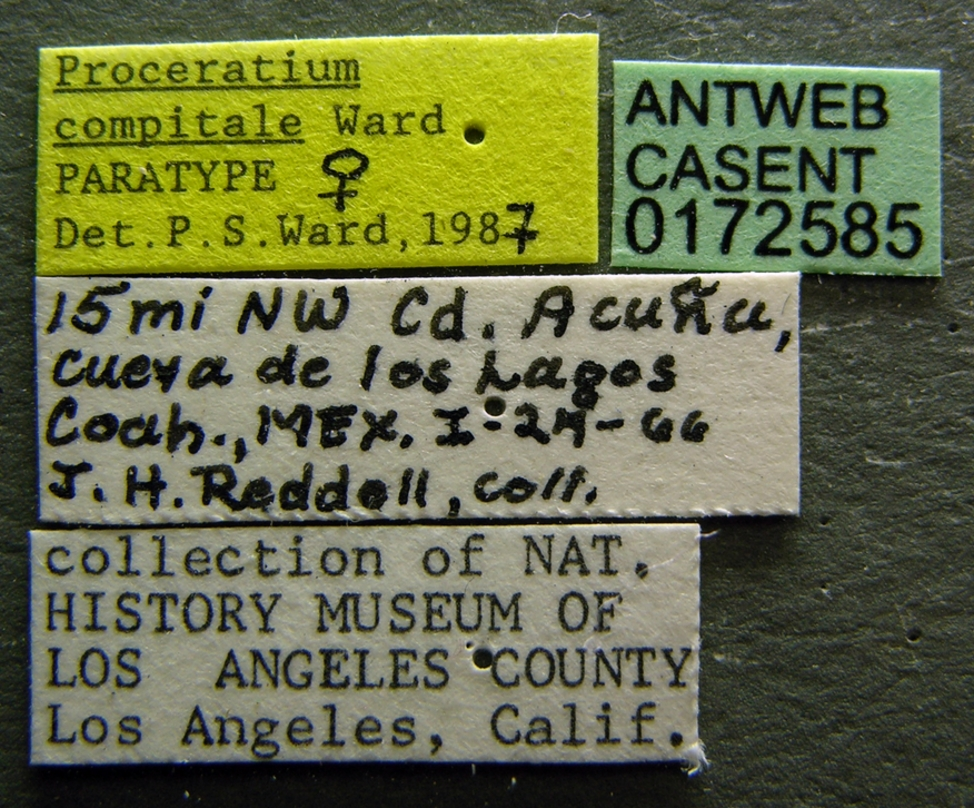
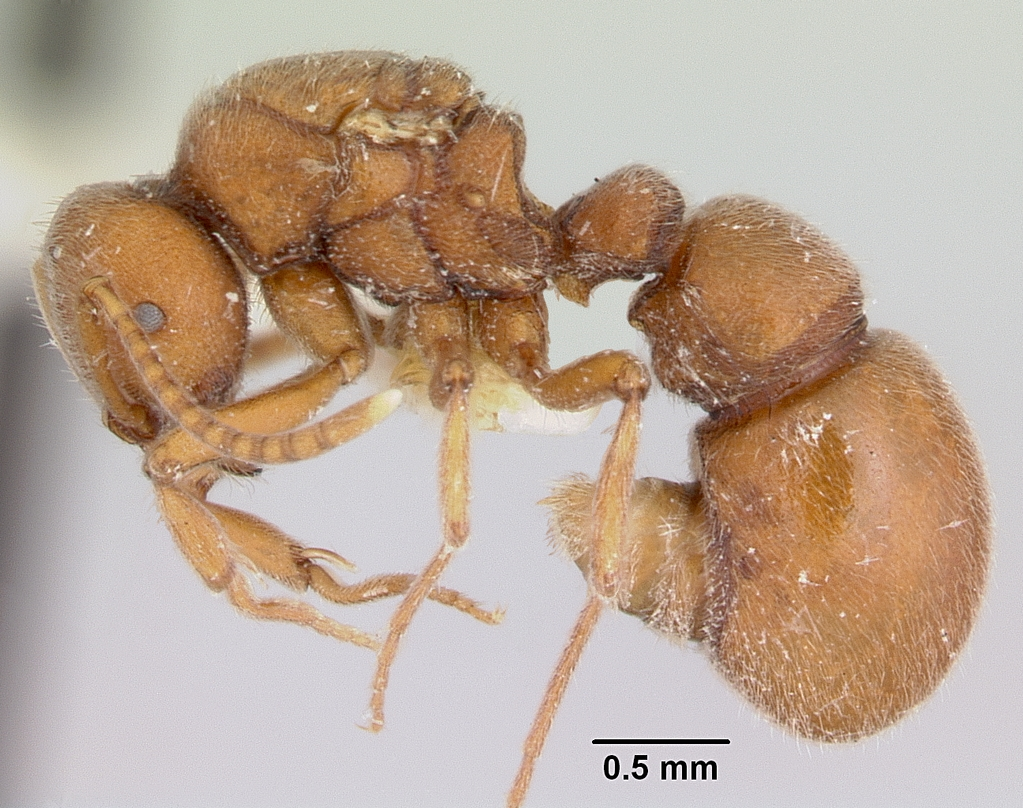
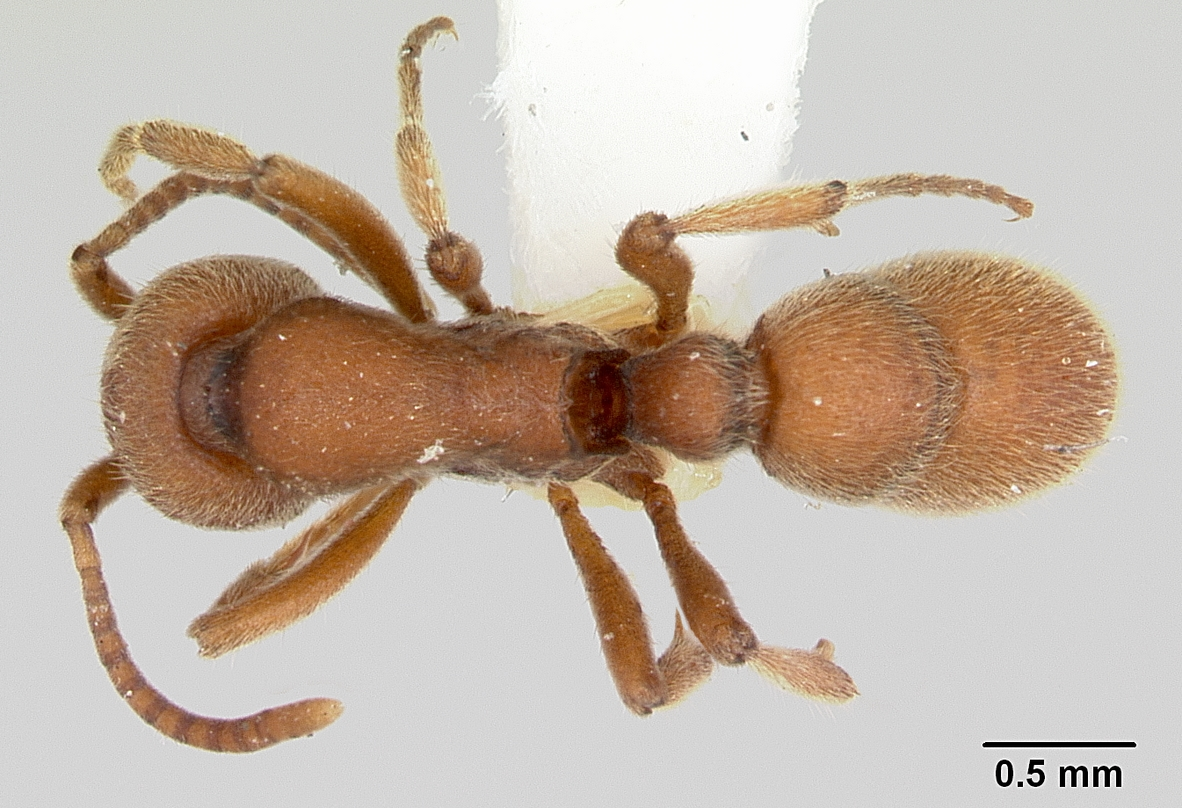
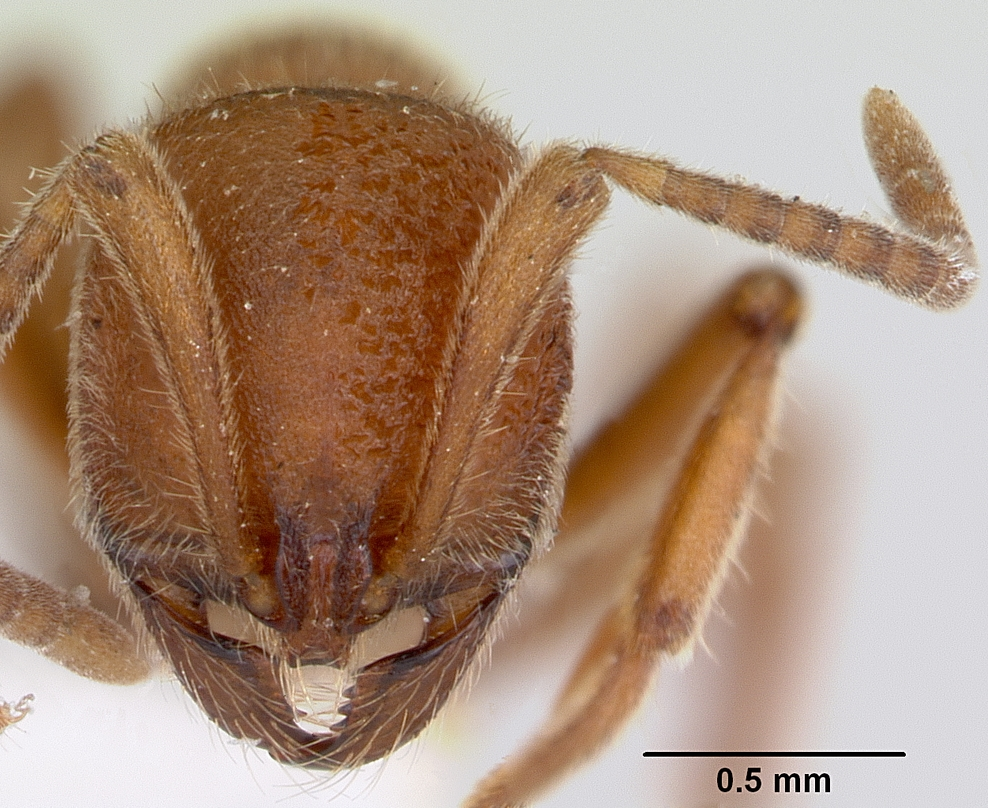